# Soledad Pérez Rodríguez
María Soledad Pérez Rodríguez (Melilla, 1964) es una abogada feminista y política España del Partido Socialista Obrero Español de Andalucía. Desde 2012  hasta 2022 fue  diputada en el Parlamento de Andalucía y desde 2015 portavoz de su partido en la Comisión de Igualdad y Políticas Sociales. De 2008 a 2012 fue Directora del Instituto Andaluz de la Mujer.

## Biografía
Nació en Melilla en 1964. Su padre, militar - comandante de infantería - era trasladado con frecuencia por lo que Soledad Pérez pasó su infancia y adolescencia en diversas ciudades: El Aaiún (Sáhara español), Tenerife, Huelva, Málaga, Madrid.
Desde adolescente estaba interesada en el derecho. En 1982 ingresó en la Universidad Complutense de Madrid para estudiar Derecho. Fue también el año en el que cumplió 18 años y votó por primera vez, "al PSOE claro" explica en una entrevista.
En 1988 se licenció y tras más de dos años trabajando en el Departamento de Personal de la empresa de mensajería y transporte urgente ASM, S.L se trasladó a Córdoba para estudiar un máster en Administración de Empresas, especializándose en Derecho Mercantil. En la ciudad andaluza estableció su residencia y empezó a trabajar primero como auditora júnior colaborando con el Despacho Martin Salcines, C.B. y desde 1992 como abogada, colegiada en el colegio profesional de Córdoba continúa dada de alta desde entonces ahora como abogada no ejerciente. Fundó como asesora jurídica la Asociación Cordobesa de Apoyo a Empleadas de Hogar Opción Luna. 
Su acercamiento al PSOE se produjo en la década de 1980, en los años en los que la Junta de Andalucía la presidió Rafael Escuredo, quien, con el proceso de conquista de la autonomía para Andalucía, la convenció para asistir a las primeras manifestaciones. Se afilió al partido en 1997. Desde entonces asumió diversas responsabilidades en el partido, entre ellas la Vicesecretaría general de Política Institucional en Córdoba y la Secretaría de Acción Electoral de la Comisión Ejecutiva Regional del PSOE de Andalucía. 
Fue presidenta del grupo parlamentario del PSOE-A en el Parlamento de Andalucía. Posteriormente, en 2021 fue nombrada secretaria general.

### Trayectoria institucional
En el año 2000 fue nombrada delegada provincial en Córdoba de la Consejería de Justicia de Andalucía cargo que asumió hasta 2004 cuando asumió la Delegación para Igualdad y Bienestar Social de la Junta de Andalucía. Desde 2005 hasta 2008 ocupó el cargo de directora general de Personas mayores siendo la implantación y el desarrollo de la ley dependencia en Andalucía la principal de sus responsabilidades. En mayo de 2008 se situó al frente del Instituto Andaluz de la Mujer liderando la elaboración del I Plan Estratégico para la Igualdad entre mujeres y hombres en Andalucía 2010-2013.
En febrero de 2012 se presentó a las elecciones autonómicas en las filas del PSOE-A como número 3 en la lista por Córdoba y fue elegida diputada. Revalidó su escaño en marzo de 2015. Asumió entonces la portavocía del PSOE-A en la Comisión de Igualdad y Políticas Sociales y ha trabajado en las principales leyes sociales elaboradas en la X Legislatura del Parlamento de Andalucía entre ellas la Ley integral para la no discriminación por motivos de identidad de género y reconocimiento de los derechos de las personas transexuales de Andalucía, ley de derechos, igualdad de trato y no discriminación a las personas LGTBI y sus familiares en Andalucía, la Ley de servicios sociales de Andalucía, la Ley de Derechos y Atención a las Personas con Discapacidad, la Ley de Participación Ciudadana, la ley de reforma de violencia de género en Andalucía y la ley de reforma de igualdad de género en Andalucía.  Ostentó el cargo hasta 2018.
Además fue vocal en la Comisión de Presidencia y Administración Local entre 2015 y 2017, en la Comisión de Control de la RTVA y de sus Sociedades Filiales entre 2015 y 2018, en la Comisión sobre Políticas para la Protección de la Infancia en Andalucía en 2017 y 2018 y en la Comisión de Presidencia, Administración Local y Memoria Democrática en 2017 y 2018.